# Новата (округ)
Округ Новата (англ. Nowata County) располагается в штате Оклахома, США. Официально образован в 1907 году. По состоянию на 2012 год, численность населения составляла 10 611 человек.

## География
По данным Бюро переписи США, общая площадь округа равняется 1504,792 км2, из которых 1463,351 км2 суша и 41,440 км2 или 2,740 % это водоёмы.

## Население
По данным переписи населения 2000 года в округе проживает 10 569 жителей в составе 4 147 домашних хозяйств и 2 989 семей. Плотность населения составляет 7,00 человек на км2. На территории округа насчитывается 4 705 жилых строений, при плотности застройки около 3,00-х строений на км2. Расовый состав населения: белые — 72,43 %, афроамериканцы — 2,46 %, коренные американцы (индейцы) — 16,56 %, азиаты — 0,12 %, гавайцы — 0,00 %, представители других рас — 0,26 %, представители двух или более рас — 8,17 %. Испаноязычные составляли 1,23 % населения независимо от расы.
В составе 31,80 % из общего числа домашних хозяйств проживают дети в возрасте до 18 лет, 58,80 % домашних хозяйств представляют собой супружеские пары проживающие вместе, 9,80 % домашних хозяйств представляют собой одиноких женщин без супруга, 27,90 % домашних хозяйств не имеют отношения к семьям, 25,50 % домашних хозяйств состоят из одного человека, 13,30 % домашних хозяйств состоят из престарелых (65 лет и старше), проживающих в одиночестве. Средний размер домашнего хозяйства составляет 2,50 человека, и средний размер семьи 2,97 человека.
Возрастной состав округа: 26,10 % моложе 18 лет, 7,60 % от 18 до 24, 25,30 % от 25 до 44, 23,70 % от 45 до 64 и 23,70 % от 65 и старше. Средний возраст жителя округа 39 лет. На каждые 100 женщин приходится 96,70 мужчин. На каждые 100 женщин старше 18 лет приходится 93,20 мужчин.
Средний доход на домохозяйство в округе составлял 29 470 USD, на семью — 36 354 USD. Среднестатистический заработок мужчины был 27 047 USD против 19 371 USD для женщины. Доход на душу населения составлял 14 244 USD. Около 9,00 % семей и 14,10 % общего населения находились ниже черты бедности, в том числе — 18,00 % молодёжи (тех, кому ещё не исполнилось 18 лет) и 11,30 % тех, кому было уже больше 65 лет.